# The Islanders

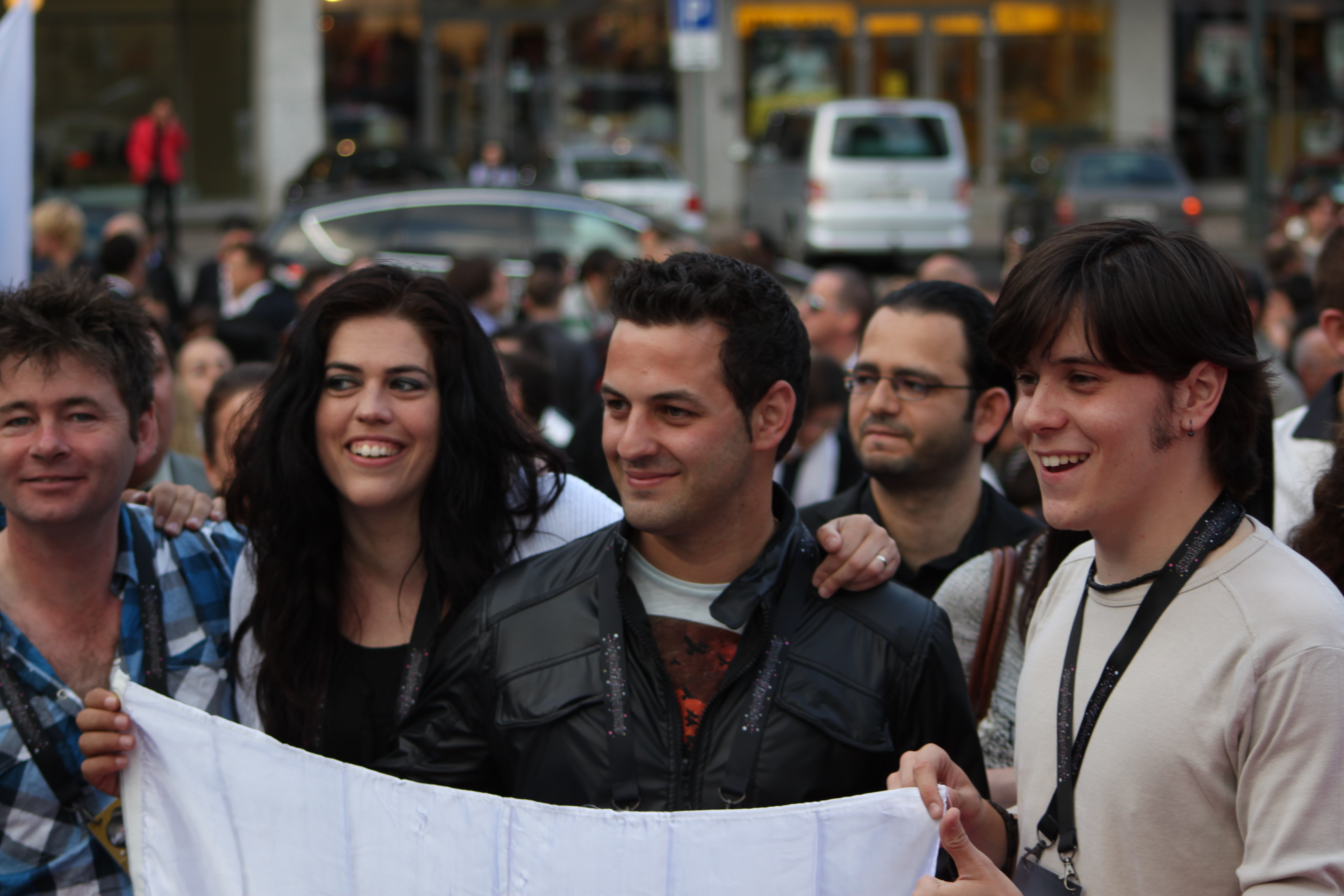
Jon Lilygreen și The Islanders

The Islanders este o formație muzicală din Cipru ce are membri veniți și din Norvegia, Scoția, Țara Galilor și Anglia. Membrii ei sunt Jon Lilygreen, Jon Gregory, Sylvia Strand, Katherine Squire, Sean Watts și Charalambos Kallonas. Ei au reprezentat Ciprul la Concursul Muzical Eurovision 2010 cu melodia „Life Looks Better In Spring”. 